# Patricia Sarán
Patricia Sarán (24 de febrero de 1961) es una exmodelo, actriz, conductora y cantante argentina. Saltó a la fama en su país durante la década del '80 gracias a una recordada publicidad televisiva de jeans que grabó en un ascensor y que causó furor en el momento, por lo atrevido de las escenas y el escultural físico de esta modelo.

## Biografía
Nació en La Pampa, en el campo familiar, se puede precisar cómo: de casualidad. Sus padres habían ido de visita a sus campos de Monte Nievas, una localidad de 470 habitantes, a 45 kilómetros de General Pico. La mamá o tenía mal la fecha probable de parto o se adelantó. 
Hija de un estanciero y una madre que fue "profesora de yoga toda la vida", y además tiene dos hermanos varones. Los Sarán vivieron en Caballito, Recoleta y veraneaban en su casa de Punta del Este. 
Empezó los estudios precozmente a los 3 años de edad. Realizó la secundaria en el colegio San Cirano, que era un colegio bilingüe, donde hizo toda la primaria y secundaria y no la invitaban a los cumpleaños de 15 porque era hija de padres separados. Paralelamente, desarrolló actividades relacionadas con la danza, el canto y artes escénicas. 
A los 14 años, cuando fue a cortarse el pelo, el peluquero le ofreció cortárselo otro día, en un concurso y, en lugar de pagar ella, él le pagaría. En ese hotel la vio la gente de Fiorucci. Sarán hizo las cuentas rápido: por una hora de hacer fotos le pagaban montañas de billetes.  
Siendo adolescente también participó como deportista federada destacándose especialmente en natación y hockey. Al finalizar la secundaria, Sarán se fue a Suiza, con tan sólo 17 años, a un "internado carísimo. Se fue a hacer un 'finishing school'. Ahí estuvo tres años en los que perfeccionó su francés. 
Al regresar de Europa ingresó a la carrera de Abogacía en la Universidad del Salvador y paralelamente continuaba con su carrera como modelo.
A fines de la década de 1980, se hizo conocida en una publicidad televisiva de jeans de la marca Jordache cuyo eslogan era la frase "Vos sabés". Apurada, Sarán abría la puerta tijera de un ascensor. En off, su voz acompañaba: "Hola, Soy Patricia. Después de la señal, ¿me dejás tu mensaje?". Apenas el ascensor arranca comienza a desvestirse. Para ponerse el jean, se sube la falda. Son 25 segundos pero el país recordará tres, un solo plano: el contrapicado de su cola. 
Sarán estudiaba Derecho, desfilaba para la marca de ropa Fiorucci y era una de las secretarias de Sofovich en su programa La Noche del domingo. Había entrado a trabajar en el programa ya que en aquella época acompañó a una amiga al casting para La Noche del Domingo. Gerardo Sofovich la eligió a ella. Aunque Sarán explicó que iba de acompañante, Sofovich no escuchó. Patricia pidió una suma de dinero exorbitante y él aceptó. El comercial de jeans se mantuvo al aire durante varios años.
En 1988 fue convocada por Raúl Lecouna para formar parte de la telenovela Amándote junto a Arnaldo André, Jeannette Rodríguez, Jorge Barreiro, María Concepción César, Gino Renni, Gabriel Corrado, Rodolfo Machado, Tincho Zabala, Constanza Maral, Marta Albertini, Marcela Ruiz, Boy Olmi, Paola Papini, Ana María Campoy, Cecilia Maresca, Ivo Cutzarida, Marcelo Dos Santos y Ginette Reynal
En 1989 actuó en la película Bañeros 2, la playa loca, dirigida por Carlos Galettini junto a Emilio Disi, Guillermo Francella, Gino Renni, Mónica Gonzaga, Juan Manuel Tenuta y elenco.  Ese mismo año estrena la película Los Extermineitors junto a Emilio Disi, Guillermo Francella, Aldo Barbero y elenco .
Grabó la segunda parte de Amándote en 1990, pero la dirección estaba a cargo de Lito de Filippis. 
También en este año 1990 condujo junto a Gustavo Lutteral el programa televisivo "Estudio 13".
En el año 1991 conduce junto a Juan Alberto Badía el programa televisivo "Imágen de radio".
En 1994 forma parte del elenco de la película cinematográfica "Muerte dudosa" junto a Víctor Laplace, María Socas, Manuel Callau, Salo Pasik y gran elenco. En este mismo año protagoniza la obra teatral "Pobres angelitas" en el Teatro Regina de la ciudad de Mar del Plata acompañada por las actrices Analía Gadé, Marta González y Adriana Parets.
Tuvo dos matrimonios. El primero fue con un psiquiatra ,Luis Gtrach  ,del cual luego de 9 años de relación se separó. El 11 de diciembre de 1997 se casó por segunda vez con Carlos Rebuffo, uno de los dueños del restaurante Rodizio. A los 4 años de éste segundo matrimonio se volvió a separar. La segunda separación fue un padecimiento de 11 años de litigio (su marido había escondido patrimonio en sociedades offshore). Toda esta situación provocó que Sarán tenga un pico de estrés lo que hizo que perdiera el olfato. Patricia lo denunció en el año 2000, y posteriormente Carlos se suicidó en la clínica psiquiátrica en la que se encontraba internado.
En 2000 condujo Saber Elegir, un magazín de Interés General emitido por la señal Plus Satelital y continuó con él hasta el año 2005, momento en el cual debutó con ¿X Donde es?, un programa para adolescentes.
En 2006 actuó en Bañeros III, todopoderosos, dirigida por Rodolfo Ledo y protagonizada por Pachu Peña, Freddy Villarreal, Pamela David, Emilio Disi, Gino Renni y Jorge Montejo, entre otros.
Desde ese año hasta el 2009 condujo el programa  Dansaran, que se emitía los domingos por Metro donde mostraban distintas partes del mundo a través de los diversos bailes típicos de cada región.
En el año 2011 condujo el programa televisivo "Pinceladas".
En el 2012 graba el videoclip musical de la canción "Desde la eternidad" junto a Martín Sochi.
En el año 2013 actúa en la obra de  teatro "Show Suarte" en la Asociación Mutual Suarte con cena incluida junto a Gustavo Álvarez, Raúl France y elenco.
En el año 2015 conduce el programa de televisión "Tu evolución".
En 2016 lanza un proyecto de una página web que lleva el nombre de "Lo mejor para vos". En este mismo año graba el videoclip musical de la canción "Corazón en mis labios".
En 2017 graba el videoclip de la canción "Yo te invito", además de grabar otras canciones como Resistiré, Bailar pegados o A quien le importa por nombrar algunas.
En 2019 graba el tema musical "Pura pasión" en homenaje al fallecido cantante cuartetero Rodrigo Bueno. La letra es de la misma Patricia Saran, música de Marcelo Ceraola y acompañados por Alejandra Gil en percusión, Mariana Molinero en piano y Pablo Bronzini en acordeón. Presenta y canta el tema en varios programas de televisión. En este año realiza también una participación especial en el programa televisivo "Polémica en el bar" bajo la dirección de Gustavo Sofovich.
En el año 2020 en pleno tiempo de cuarentena por el Covid 19 Patricia compone y graba dos canciones nuevas: "Primero yo" y "Tal vez".
En el año 2021 escribe la canción "Estaba ahí" junto a la cantante y compositora Mariana Molinero y realiza el videoclip de la misma. Presenta tanto la nueva canción como el videoclip en varios programas televisivos y radiales así como también en redes sociales como Instagram y Facebock.
En el año 2022 estrena el videoclip de una nueva canción compuesta nuevamente junto a Mariana Molinero y que lleva el nombre de "No vuelvas más".

## Televisión
- 1985: Publicidad Conogol para Frigor
- 1986: Publicidad Yogurbelt de Gándara
- 1987/1989: La noche del domingo
- 1988: Amándote
- 1989: Publicidad Jordache
- 1990: Amándote II
- 1990: Estudio 13
- 1991: Imagen de radio
- 2000/2005: Saber elegir
- 2005: ¿X Dónde es?
- 2006/2009: Dansaran
- 2011: Pinceladas
- 2015: Tu evolución
- 2019: Polémica en el bar (Participación especial)
- 2024: Publicidad Spot Fiat 500

## Cine
- 1989: Bañeros II, la playa loca - Junto a Emilio Disi, Guillermo Francella, Gino Renni, Mónica Gonzaga, Juan Manuel Tenuta, Joe Rígoli, Bettina Vardé, Claudia Brousquet, Sigfrido Kutzarida, Yohana Fonseca, Luis Cordara, Hilda Ojeda, Silvia Sigman y  Marcela Ortiz
- 1989: Los extermineitors - Junto a Emilio Disi, Guillermo Francella, Aldo Barbero, Marcela Ortiz, Karina Colloca, Héctor Echavarría, Néstor Varzé, Omar Pini, Isabel Llibosart, Miguel Ramos, Hugo Quiril, Fabiana Donato, Leonardo Nápoli, Mabel Dai Chee Chang y Enrique Alonso
- 1994: Muerte dudosa - Telefilme junto a Víctor Laplace, María Socas, Manuel Callau, Salo Pasik, Miguel Dedovich, Carlos Santamaría, Augusto Larreta, Walter Balzarini, Silvina Sabater, Gigí Rua, Dora Baret, César Vianco, Daniel Marcove y Silvina Chediek
- 2006: Bañeros 3: todopoderosos - Junto a Pachu Peña, Pablo Granados, Freddy Villarreal, Christian Sancho, Luciana Salazar, Pamela David, Emilio Disi, Gino Renni, Guillermo Francella, Paolo "El Rockero", Yayo Guridi, Alberto Fernández de Rosa, Sabrina Ravelli y Fernanda Vives

## Teatro
- 1994: Pobres angelitas - Teatro Regina de Mar del Plata junto a Analía Gadé, Marta González y Adriana Parets
- 2013: Show Suarte junto a Gustavo Álvarez, Raúl France, Verónica Garcés, Baile Karina y Claudio Parenti

## Vídeos como cantante
- 2012: Desde la eternidad (videoclip)
- 2016: Corazón en mis labios (videoclip)
- 2017: Yo te invito (videoclip)
- 2019: Pura pasión (video con letra)
- 2021: Estaba ahi (videoclip)
- 2022: No vuelvas más (videoclip)

## Canciones grabadas
- 2012: Desde la eternidad
- 2016: Corazón en mis labios
- 2017: Yo te invito
- 2017: Algo contigo
- 2017: A quien le importa
- 2017: Resistiré
- 2017: Bailar pegados
- 2017: Seguir viviendo sin tu amor
- 2019: Pura pasión
- 2020: Primero yo
- 2020: Tal vez
- 2021: Estaba ahi
- 2022: No vuelvas más